# 2017년 살충제 달걀 파동
2017년 살충제 달걀 파동(2017 Fipronil eggs contamination)은 유럽에서 피프로닐에 오염된 달걀과 난제품이 유통된 사건이다. 2017년 8월 대한민국에서 생산된 달걀에서도 피프로닐에 오염된 달걀이 발견되었다.

## 문제점
피프로닐을 함유한 달걀이 발견되어 15개의 EU 국가, 스위스, 홍콩에 유통되었다. 영국에서만 약 700,000개의 달걀이 슈퍼마켓에 판매된 것으로 추정된다. 피프로닐에 오염된 달걀은 강도 높은 수준의 조사가 있기 전부터 오랜 기간 동안 판매된 것으로 추정된다. 피프로닐은 진드기를 퇴치하기 위해서 사용된다. 유럽에서 달걀 파동이 발생한 후, 대한민국에서 생산된 달걀에서도 피프로닐이 발견되었다.

## 최초의 조치
네덜란드의 관계 기관은 2016년 11월에 가금류 농장에서 피프로닐이 사용된다는 익명의 제보를 받았으나 그와 연락하는 데에는 실패하였다. 2017년 7월과 8월에 네덜란드의 식품 및 제품 안전 위원회가 높은 수준의 피프로닐을 발견한 후에 수백만 개의 달걀이 네덜란드와 벨기에 독일, 프랑스에서 판매가 금지되거나 시장에서 수거되었다. 약 180개의네덜란드 농장이 폐쇄되었다. 8월 초에 알디는 예방 조치로 모을 독일의 지점에서 제거하였음을 보고하였다.

## 공식적인 조사

### 유럽
유럽에서 사람이 소비하는 식제품에 피프로닐을 사용하면 불법이므로, 수사가 개시되었다.
칙프렌드(ChickFriend)와 폴트리 비전(Poultry Vision)이 초기 수사의 대상이 되었다. 칙프렌드는 해충 통제 서비스의 제공자로서, 네덜란드에서 피프로닐이 혼합된 DEGA-16을 사용하고 수백의 양계 농장에 판매한 혐의를 받았으며, 폴트리 비전은 벨기에서 피프로닐이 혼합된 DEGA-16를 칙프렌드에 판매한 혐의를 받았다. DEGA-16는 천연 세척 및 살균 제품으로서 닭장을 세척하는 것이 허용된 제품이다. 칙프렌드의 네덜란드 경영자는 네덜란드의 사법 기관에 의해 대규모의 조사가 실시되는 동안 8월 10일에 체포되었다. 벨기에 경찰이 실시한 수사는 첫 번째로 폴트리 비전이 루마니아의 화학품 생산 공장에서 수입한 6입방미터의 피프로닐을 발견하였다.

### 대한민국
2017년 8월 14일 대한민국 농림축산식품부는 대한민국 내의 친환경 산란계 농장을 대상으로 일제 잔류 농약 검사를 실시하던 중 경기도 남양주시 소재 산란계 농가 한 곳에서 피프로닐을, 광주시의 농가 한 곳에서 기준치를 초과한 비펜트린을 검출했다고 발표하였다. 농림수산식품부는 14일부터 모든 달걀 출하를 중지시키고 3,000마리 이상의 산란계를 사육하는 모든 농장의 조사에 착수하였다.
이마트와 홈플러스, 롯데마트는 15일 대한민국에서도 피프로닐이 검출됨에 따라 달걀 판매를 잠정적으로 중단하였으며, 11번가도 달걀 판매를 잠정 중단하였다. CU와 GS25, 세븐일레븐은 15일 달걀뿐만 아니라 달걀을 사용하는 제품의 판매와 발주도 잠정 중단하였다.
16일까지 철원군에서 생산된 달걀에서 피프로닐이, 양주시, 천안시, 나주시에는 기준치를 초과한 비펜트린이 검출되었다. 농림축산식품부는 17일 오전 5시까지 전수 조사 대상인 1,239개 산란계 농가 중 876개에 대한 검사를 마쳤다며, 67곳의 농가에서 살충제 성분이 검출되었고 32곳에서 생산된 달걀은 살충제가 과다 검출되어 전량 폐기했다고 발표하였다. 32곳의 농가 중에서 피프로닐이 6곳, 비펜트린이 23곳, 플루페녹수론이 2곳, 에톡사졸이 1곳에서 검출되었다. 8월 18일, 농림축산식품부는 17일 오후 10시 기준으로 전수 조사 대상인 1239곳의 농장 중 1155곳 농장의 검사를 완료했으며, 13곳에서 추가로 살충제에 오염된 달걀이 확인되어 총 45곳 농장이 부적합 판정을 받았다고 18일 발표하였다.
8월 18일 전수 조사가 마무리되었고, 최종적으로 49곳의 농장에서 살충제에 오염된 달걀이 발견되었다. 49곳에서 생산된 달걀은 전량 폐기되었으며, 문제가 발견되지 않은 농가의 달걀은 즉시 출하가 허가되었다.
농림축산식품부에 따르면 살충제 성분 전수 조사 도중 경상북도의 친환경 농장 2곳의 달걀에서 DDT가 검출됐다. 다만 농림부는 검출된 DDT가 기준치 이하여서 친환경 인증은 취소하되 적합 농가로 분류했다고 밝혔다.